# Eruga telljohanni
Eruga telljohanni är en stekelart som beskrevs av Ian D. Gauld 1991. Eruga telljohanni ingår i släktet Eruga och familjen brokparasitsteklar. Inga underarter finns listade i Catalogue of Life.